# ويليام إس. ماسي
ويليام إس. ماسي (بالإنجليزية: William S. Massey)‏ هو أستاذ جامعي ورياضياتي أمريكي، ولد في 23 أغسطس 1920 في شيكاغو في الولايات المتحدة، وتوفي في 17 يونيو 2017 في هامدن في الولايات المتحدة.